# Akrahreppur
Akrahreppur är en kommun i regionen Norðurland vestra på Island. Folkmängden är 202 (2019).